# Bewegungsübergang

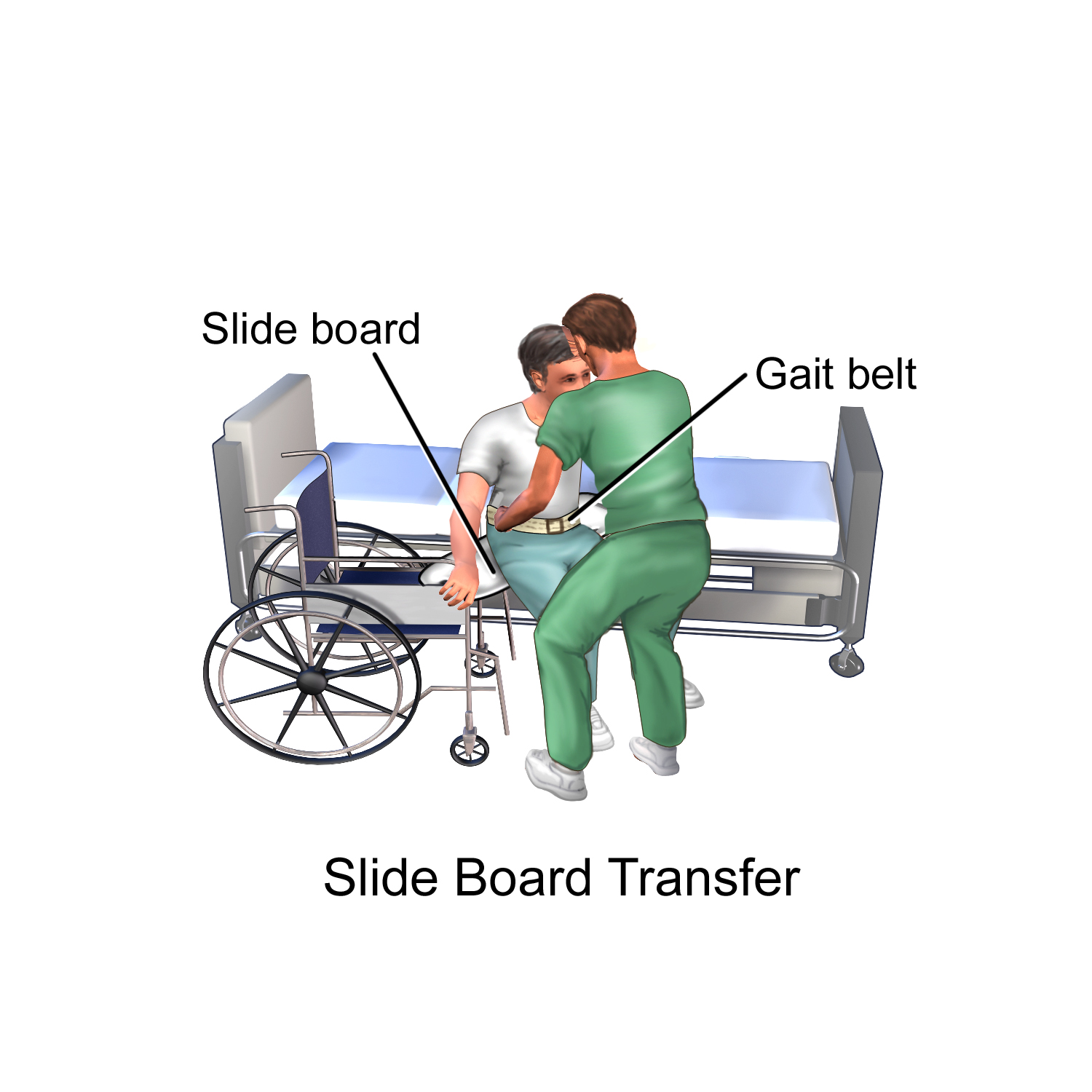
Tiefer Transfer mit einem Rutschbrett

Als Bewegungsübergang oder Transfer wird in der Physiotherapie und in der Gesundheits- und Krankenpflege das Bewegen einen Pflegebedürftigen in eine andere Position bezeichnet. Die englische Bezeichnung ist moving and lifting patients.
Der deutsche Begriff Transfer im pflegerischen Kontext hat nichts mit Transferierung zu tun. Eine Transferierung (englisch: patient transfer) ist das Verlegen eines Patienten auf eine andere Abteilung oder in eine andere Einrichtung.
Elementare Bewegungsübergänge bzw. Transfers sind das Umpositionieren im Bett, das Aufsitzen vom Liegen und das Aufstehen vom Sitzen. Die Unterstützung bei diesen Bewegungsübergängen ist ein wichtiger Teilbereich der Mobilisation.

## Zielsetzung
Der Expertenstandard Erhaltung und Förderung der Mobilität in der Pflege betont die Wichtigkeit, vorhandene Ressourcen bezüglich Bewegung zu fördern. Die Unterstützung bei Bewegungsübergängen soll so gestaltet werden, dass die Fähigkeiten der pflegebedürftigen Person erhalten oder verbessert werden. Grundsätzlich soll der Pflegebedürftige so viel wie möglich selber übernehmen, auch wenn dies mehr Zeit benötigt.

## Erfassen von Mobilitätseinschränkungen und Ressourcen
Zuerst muss geklärt werden, ob bestimmte Bewegungen medizinisch nicht erlaubt sind, etwa nach Verletzungen oder Operationen. Dann erst kann abgeklärt werden, welche Bewegungsmöglichkeiten eine pflegebedürftige Person hat und welche nicht. Neurologische und orthopädische Erkrankungen, Kontrakturen, Schmerzen, Muskelschwäche, Adipositas und viele andere Faktoren beeinträchtigen die Mobilität. Auch kognitive und psychische Beeinträchtigungen können Bewegungsübergänge erschweren.
Pflegerisch sind folgende Fähigkeiten besonders relevant: 
- Drehen in liegender Position
- Aufsitzen
- Aufstehen

Bei allen diesen Fähigkeiten wird unterschieden zwischen selbständig möglich, mit geringer Hilfe möglich, mit starker Unterstützung möglich, mit starker Unterstützung und Hilfsmitteln möglich oder gar nicht möglich. Die Übergänge zwischen diesen Stufen sind fließend und je nach Tagesverfassung schwankend. Um dies genau zu erfassen, sind regelmäßige Evaluationen nötig.

## Bewegungsmuster
Es gibt parallele und spiralförmige Bewegungsmuster. Parallel bedeutet, dass beide Körperhälften dieselbe Bewegung gleichzeitig machen, beispielsweise Hüpfen oder das gerade Aufstehen von einem Stuhl. Spiralförmige Bewegungsmuster sind Fortbewegungsmuster mit Drehungen, auch in der Wirbelsäule, beispielsweise Robben oder das spiralige Aufstehen von einem Stuhl mit Griff an die Rückenlehne. Alle Menschen haben spezifische Bewegungsmuster, die sich im Lauf des Lebens ändern. Säuglinge bewegen sich eher spiralig, Erwachsene eher parallel.

### En-Bloc-Mobilisation
Spiralförmige Bewegungen sind nach Operationen im Bereich der Wirbelsäule meist kontraindiziert, da ist eine En-bloc-Mobilisation notwendig. En-bloc heißt hier, Thorax und Becken sollen möglichst starr wie ein Block sein, ohne Rotation oder Flexion im Bereich der Wirbelsäule. Sowohl das Bewegen im Bett, als auch das Aufsitzen und Aufstehen wird ohne Drehungen in der Wirbelsäule durchgeführt, dies erfordert Muskelanspannungen und Muskelkraft, Patienten benötigen daher oft pflegerische Unterstützung.

### Spiralförmige Bewegungsübergänge
Spiralförmige Bewegungen benötigen weniger Muskelkraft, sind aber komplexer. Sie sind asymmetrisch, Körperteile werden nacheinander und unterschiedlich bewegt. Der Vorteil besteht darin, dass Pflegebedürftige lernen können, sich wieder eigenständig zu bewegen, da diese Bewegungsmuster viel weniger Kraft benötigen. Ein zweiter Vorteil ist, dass dabei wesentlich mehr Gelenke durchbewegt werden.

## Arten von Transfers

### Transfers im Bett
Wesentlich sind drei verschiedene Transfers, das Drehen im Bett, das Höherrutschen im Bett und das seitlich Rutschen im Bett. Vorrangig wird versucht, dass der Patient das selber erlernen kann. Mit spiralförmigen Bewegungen braucht der Patient weniger Kraft, aber meist muss er diese Bewegungen erst erlernen, ein Beispiel dafür ist der Schinkengang oder der Schulter-Schinkengang, beide werden im Kinästhetik-Konzept favorisiert.  Dabei wird Gewicht auf bestimmte Körperteile verlagert, andere Körperteile werden dadurch entlastet und so frei für kleine Bewegungen. Auch en-bloc sind diese Transfers möglich. Aus dem Bobath-Konzept stammt das Bridging speziell für Hemiplegie-Patienten, mit Hilfe der weniger betroffenen Seite macht der Patient eine Brücke, hebt also sein Becken und kann sich so nach oben oder seitlich bewegen. Falls nötig, kann das Personal die mehr betroffene Seite unterstützen.

### Transfers vom Liegen ins Querbettsitzen
Der erste Bewegungsübergang aus dem Bett raus ist vom Liegen ins Querbettsitzen. Nach Operationen ist dieser Bewegungsübergang oft en-bloc notwendig, insbesondere nach Wirbelsäulenoperationen. Die En-bloc Bewegungen sind rückenschonend und die Schmerzen sind wesentlich geringer. Günstig ist es, die Patienten schon vor der Operation entsprechend anzuleiten, dies ist Aufgabe der Physiotherapie. Kliniken bieten oft bebilderte Anleitungen für Patienten dazu.
Bei den spiralförmigen Bewegungsübergängen werden die verschiedenen Körperteile hintereinander und spiralig-drehend bewegt. Zuerst werden die Beine Richtung Bettkante geführt, dann der Thorax zur Bettkante gedreht und dann spiralig aufgerichtet. Das Becken bleibt in der Bettmitte.

### Transfers vom Sitzen ins Stehen
Bei diesem Bewegungsübergang muss zuerst das Gewicht nach vorne verlagert werden, indem sich der Thorax nach vorne beugt. Mindestens eine Fußsohle muss weit genug hinten sein, um dann das Körpergewicht zu übernehmen. Dann erst werden Knie- und Hüftgelenk durchgestreckt. Pflegende können diese Bewegungen unterstützen. Bei Hemiparese oder Hemiplegie haben sich Bewegungsübergänge aus dem Bobath-Konzept bewährt:
- Hoher Transfer nach Bobath über die mehr betroffene Seite
- Hoher Transfer nach Bobath über die weniger betroffene Seite

Diese müssen in speziellen Ausbildungen erlernt und geübt werden.
Bei den hohen Transfers kommt der Patient ganz in den Stand und kann sein Gewicht zumindest teilweise übernehmen. Diese Transfers werden auch für nicht neurologische Patienten verwendet, da sie für das Personal rückenschonend sind.

### Transfers vom Sitzen direkt zum Sitzen an einem anderen Ort
Wenn Stehen nicht möglich ist, aber die Fußsohlen Gewicht übernehmen können, dann sind folgende Transfers möglich:
- Tiefer Transfer nach Bobath über die mehr betroffene Seite
- Tiefer Transfer nach Bobath über die weniger betroffene Seite
- Tiefer Transfer mit Rutschbrett[10]

Bei diesen Transfers wird zuerst das Gewicht noch vorne auf die Füße verlagert, das Becken wird so entlastet und kann dann seitlich bewegt werden Richtung Ziel.

## Konzepte
Mehrere Konzepte befassen sich unter anderem oder vorwiegend mit Bewegungsübergängen. Für die Anwendung dieser Konzepte braucht es spezifische Fortbildungen, am besten für das gesamte therapeutische Team.

### Bobath-Konzept
Das Bobath-Konzept wurde entwickelt zur Rehabilitation von Patienten mit zentralen Lähmungen, insbesondere für Schlaganfall-Patienten. Der Grundgedanke ist, dass unter anderem mit Bewegungsübungen neue Synapsen im Gehirn geschaffen werden. Die Patienten können dadurch motorische Fähigkeiten zumindest teilweise zurückgewinnen.

### Kinästhetik
Das Kinästhetik-Konzept betont die Wichtigkeit der Bewegungsempfindung. Das Konzept hilft, die Ressourcen des Patienten und auch die eigenen permanent einzuschätzen und zu adaptieren. In den Fortbildungskursen geht es um das Wahrnehmen der eigenen Bewegungen. In diesem Konzept werden besonders auch spiralförmige Bewegungsmuster unterrichtet.